# Boreosmittia inariensis
Boreosmittia inariensis är en tvåvingeart som beskrevs av Tuiskunen 1986. Boreosmittia inariensis ingår i släktet Boreosmittia och familjen fjädermyggor.
Artens utbredningsområde är Norge. Arten har ej påträffats i Sverige. Inga underarter finns listade i Catalogue of Life.